# Taça Brasil 1968
In 1968 werd de tiende en laatste editie van de Taça Brasil gespeeld, een bekercompetitie waaraan staatskampioenen deelnamen. De competitie werd gespeeld van 4 augustus 1968 tot 4 oktober 1969. Botafogo werd kampioen. 
Fortaleza en Cruziero waren meteen geplaatst voor de tweede fase. Palmeiras, Náutico, Botafogo en Santos waren meteen voor de laatste fase geplaatst. Palmeiras en Santos trokken zich echter terug uit de competitie. 

## Eerste fase

### Noordelijke zone

#### Groepsfase
Groep 1
| Plaats | Club      | Wed. | W | G | V | Saldo | Ptn. |
| ------ | --------- | ---- | - | - | - | ----- | ---- |
| 1.     | Moto Club | 4    | 3 | 0 | 1 | 7:3   | 6    |
| 2.     | Paysandu  | 4    | 1 | 1 | 2 | 8:6   | 3    |
| 3.     | Olímpico  | 4    | 1 | 1 | 2 | 3:9   | 3    |

Groep 2
| Plaats | Club             | Wed. | W | G | V | Saldo | Ptn. |
| ------ | ---------------- | ---- | - | - | - | ----- | ---- |
| 1.     | Piauí            | 4    | 4 | 0 | 0 | 5:0   | 8    |
| 2.     | América de Natal | 4    | 1 | 1 | 2 | 2:4   | 3    |
| 3.     | Campinense       | 4    | 0 | 1 | 3 | 1:4   | 1    |

Groep 3
| Plaats | Club    | Wed. | W | G | V | Saldo | Ptn. |
| ------ | ------- | ---- | - | - | - | ----- | ---- |
| 1.     | Bahia   | 4    | 3 | 1 | 0 | 9:3   | 7    |
| 2.     | CSA     | 4    | 1 | 1 | 2 | 5:7   | 3    |
| 3.     | Sergipe | 4    | 0 | 2 | 2 | 3:7   | 2    |

#### Tweede ronde
Bahia had een bye
| Team #1   | Tot.  | Team #2 | 1ste wed | 2de wed |
| --------- | ----- | ------- | -------- | ------- |
| Moto Club | 3 - 2 | Piauí   | 2 - 1    | 1 - 1   |

#### Finale
| Team #1 | Tot.  | Team #2   | 1ste wed | 2de wed |
| ------- | ----- | --------- | -------- | ------- |
| Bahia   | 6 - 0 | Moto Club | 5 - 0    | 1 - 0   |

### Centrale zone

#### Groepsfase
Groep 1
| Plaats | Club                | Wed. | W | G | V | Saldo | Ptn. |
| ------ | ------------------- | ---- | - | - | - | ----- | ---- |
| 1.     | Atlético Goianiense | 4    | 2 | 1 | 1 | 8:3   | 5    |
| 2.     | Operário            | 4    | 2 | 0 | 2 | 5:9   | 4    |
| 3.     | Rabello             | 4    | 1 | 1 | 2 | 6:7   | 3    |

Groep 2
| Team #1    | Tot.  | Team #2  | 1ste wed | 2de wed |
| ---------- | ----- | -------- | -------- | ------- |
| Desportiva | 1 - 2 | Goytacaz | 0 - 0    | 1 - 2   |

#### Finale
| Team #1  | Tot.  | Team #2             | 1ste wed | 2de wed |
| -------- | ----- | ------------------- | -------- | ------- |
| Goytacaz | 3 - 2 | Atlético Goianiense | 2 - 0    | 1 - 2   |

|                                  |                     |       |          |  |
| 19 november 1968 Extra wedstrijd | Atlético Goianiense | 2 – 0 | Goytacaz |  |
| 19 november 1968 Extra wedstrijd |                     |       |          |  |

### Zuidelijke zone
| Plaats | Club       | Wed. | W | G | V | Saldo | Ptn. |
| ------ | ---------- | ---- | - | - | - | ----- | ---- |
| 1.     | Metropol   | 4    | 1 | 3 | 0 | 5:1   | 5    |
| 2.     | Grêmio     | 4    | 1 | 3 | 0 | 2:0   | 5    |
| 3.     | Ãgua Verde | 4    | 0 | 2 | 2 | 1:7   | 2    |

## Tweede fase
| Team #1             | Tot.  | Team #2   | 1ste wed | 2de wed |
| ------------------- | ----- | --------- | -------- | ------- |
| Bahia               | 1 - 1 | Fortaleza | 1 - 0    | 0 - 1   |
| Atlético Goianiense | 2 - 8 | Cruzeiro  | 1 - 2    | 1 - 6   |

|                                  |           |       |       |  |
| 11 februari 1969 Extra wedstrijd | Fortaleza | 2 – 1 | Bahia |  |
| 11 februari 1969 Extra wedstrijd |           |       |       |  |

## Derde fase

### Kwartfinale
Er zou een derde wedstrijd komen, omdat goals niet van belang waren. Metropol weigerde echter in een andere stad te spelen en Botafogo ging zo naar de volgende ronde. 
| Team #1  | Tot.  | Team #2  | 1ste wed | 2de wed |
| -------- | ----- | -------- | -------- | ------- |
| Metropol | 2 - 6 | Botafogo | 1 - 6    | 1 - 0   |

### Halve finale & finale
Náutico en Fortaleza speelden nog een derde beslissende wedstrijd. 
|  | Halve finale | Halve finale | Halve finale |   |          | Finale | Finale | Finale |
|  |              |              |              |   |          |        |        |        |
|  | Botafogo     | 1            | 1            |   |          |        |        |        |
|  | Cruzeiro     | 0            | 1            |   |          |        |        |        |
|  | Cruzeiro     | 0            | 1            |   | Botafogo | 2      | 4      |        |
|  |              |              |              |   | Botafogo | 2      | 4      |        |
|  |              | Fortaleza    | 2            | 0 |          |        |        |        |
|  | Náutico      | Fortaleza    | 2            | 0 | 1        | 2 (0)  |        |        |
|  | Náutico      |              |              |   | 1        | 2 (0)  |        |        |
|  | Fortaleza    | 2            | 1 (1)        |   |          |        |        |        |

### Kampioen
| Taça Brasil de 1968          |
| Guanabara                    |
| ---------------------------- |
| BOTAFOGO Kampioen (1° titel) |

## Topschutters
| Speler            | Speler   | Goals | Club     |
| ----------------- | -------- | ----- | -------- |
| Vlag van Brazilië | Ferretti | 7     | Botafogo |